# Tapolyizsép
Tapolyizsép (1899-ig Tót-Izsép, szlovákul: Vyšný Žipov, korábban Slovensky Žipov) község Szlovákiában, az Eperjesi kerületben, a Varannói járásban.

## Fekvése
Varannótól 15 km-re északnyugatra, a Tapoly bal partján fekszik.

## Története
A falut 1270-ben V. István király oklevele említi először. Királyi birtok, majd a Rozgonyiaké, a csicsvai váruradalom része. 1363-ban, majd 1410-ben a csicsvai uradalom oklevelében az uradalomhoz tartozó 50 falu között „Kysisop” alakban az Izsép melletti Kisizsép falut is megemlítik, mely később beolvadt a községbe. 1425-től Ricsei Ambrus, 1470-től Csupor István, 1479-től 1485-ig a Rákóczyak, 1523-tól Tarczay Miklós és Báthory András, 1618-tól Kozmay Zsófia és Bacskay Mihály, a 17. században Esterházy Miklós és Drugeth György, 1672-től pedig a varannói pálos kolostor birtoka.
A 18. század végén Vályi András így ír róla: „Tót Izsép. Tót falu Zemplén Várm. földes Ura a’ Religyiói Kintstár, lakosai elegyesek, fekszik a’ Toplya mentében, Varannónak szomszédságában, határja 3 nyomásbéli, erdője van, az őszi vetés földgyében nehezen, a’ tavaszi könnyebben terem földgyein.”
1831-ben súlyos kolerajárvány pusztított a településen. A járványt követő szegénység és kilátástalaság 1831. júliusában parasztfelkeléshez vezetett, mely augusztus 7-ére a községet is elérte, amikor az elkeseredett lakosság a szomszédos falvak jobbágyaival együtt kirabolta Bujanovics Eduárd itteni kastélyát. A császári katonaság a falut körülzárta és leverte a lázadást. Később sokakat bíróság elé állítottak és a vezetőket kivégezték.
Fényes Elek 1851-ben kiadott geográfiai szótárában így ír a faluról: „Tót-Izsép, tót falu, Zemplén vmegyében, a Tapoly vize éjszaki oldalán, kevéssé dombos helyen. Határja 2290 hold, mellyből 54 h. belsőség, 828 h. szántó, 247 h. rét, 560 hold erdő és füzes, 396 hold terméketlen térség. Ebből 14 6/8 urbéri telek, 13 zsellér után 330 h. szántó, 130 hold rét; a többi majorság. Földje nem a legjobb ugyan, de a földesuraság kitünően mivelteti, s szép birkákat is tenyésztet. Lakja 65 romai, 80 görög kath., 220 evang., 4 zsidó. Van itt jeles, gőzre készitett szesz- és ser-gyár, egy igen nevezetes csűr, tisztilak, kath. fiók-templom, vizimalom. Birja Bujanovics Eduard, s illetőleg neje gr. Haller Julianna halála után gyermekei. Ut. p. Eperjes.”
A jobbágyság megszüntetése után az itteniek főként a Bujanovics birtokokon dolgoztak. A nagybirtokos 1855-ben bekövetkezett halála a falu hanyatlásához, a lakosság elvándorlásához vezetett. 1869-ben a lakosság száma még 537, 1880-ban már csak 454 volt.
Borovszky Samu monográfiasorozatának Zemplén vármegyét tárgyaló része szerint: „Tapolyizsép, tapolymenti tót kisközség, 81 házzal és 516, nagyobbára ág. h. evangelikus lakossal; de nem ezeknek, hanem a római katholikusoknak van itt templomuk, melyet a varannai pálosok Mária Terézia idejében építettek. A község postája Mogyoróska, távírója és vasúti állomása pedig Varannó. A mogyorósi vár tartozéka volt és 1425-ben Ricsei Ambrusnak s 1470-ben Monoszlói Csupor Istvánnak is volt benne része. 1479-ben s 1485-ben a Rákóczyak is birtokosai. 1523-ban Tárczai Miklóst iktatják némely részeibe s 1598-ban Báthory István a földesura. 1618-ban Kozmay Zsófia és Bacskay Mihály is kap itt részeket. 1672-ben Drugeth György özvegye a maga részét a varannai pálosoknak adományozza. Eddig hol Isip, hol Isep, Iseph, majd Isyp és Tót Izsép néven fordul elő. A Tárczayak és a varannai pálosok maradtak azután urai, de 1830-ban Bujanovits Frigyesé lett és most Balkányi Gézának van itt nagyobb birtoka és régi úrilaka, melyet a Bujanovitsok építtettek. A katholikus egyház egy 200 éves, érdekes szentségtartót őriz. 1663-ban a pestis, 1831-ben a kolera pusztította lakosait, a kik e miatt fellázadtak. 1902-ben a Tapoly áradása nagy pusztítást vitt véghez a falubeliek vagyonában. E község tájékán feküdt Szente falu, mely a XIV. században Scinthe alakban a csicsvai vár tartozékaként van említve.”
1906-ban jegyzői iroda kezdte meg működését a községben. A falu első jegyzője Gyarmati Sándor volt. 1908-tól csendőrőrs is működött a községben. A trianoni diktátumig Zemplén vármegye Varannói járásához tartozott.
A jegyzőség egészen 1937-ig a kastély területén működött, majd 1941-ben új épületet emeltek a számára. A községben vendéglő és 3 kereskedő mellett két kovácsmester képviselte a kézművességet, ahol a két világháború között posta és telefon is volt. 1944-ben a kastélyban német katonai kórház működött, a helyi temetőben 22 német katonát temettek el. A község mindvégig megőrizte mezőgazdasági jellegét.

## Népessége
| Év:            | 1994. | 2004.   | 2014.   | 2024.   |
| -------------- | ----- | ------- | ------- | ------- |
| Emberek száma: | 1165  | 1211    | 1173    | 1164    |
| Eltérés:       |       | +3,94 % | -3,13 % | -0,76 % |

| Év:            | 2023. | 2024.   |
| -------------- | ----- | ------- |
| Emberek száma: | 1151  | 1164    |
| Eltérés:       |       | +1,12 % |

1910-ben 471, túlnyomórészt szlovák lakosa volt.
2001-ben 1220 lakosából 1181 szlovák és 35 cigány volt.
2011-ben 1205 lakosából 1139 szlovák és 41 cigány.

## Nevezetességei
- Szűz Mária tiszteletére szentelt római katolikus temploma 1736 és 1745 között épült. Tornyát 1863-ban építették.
- Evangélikus templomát 1950 és 1952 között építették.